# 이유 없는 반항 (2001년 영화)
《이유 없는 반항》(영어: Rebel Without a Cause)은 2001년 개봉한 대한민국의 액션, 범죄, 드라마 영화이다.

## 줄거리
시골에서 서울로 유학 온 광호는 호근과의 대결에서 이겨 새로운 짱이 되고 호근과 둘도 없는 친구 사이가 된다. 광호는 호근 외에도 여자 친구인 진옥, 호근의 여자 친구인 민지와 함께 우정을 키워간다. 그러나 어른들은 자신들의 기준으로만 아이들을 평가하고 학교로부터 문제아로 낙인 찍힌 이들은 자퇴를 하게 된다. 그러나 복서가 꿈인 광호는 자장면 배달을 하고 락가수가 되고 싶은 호근은 모델 아르바이트를 하는데...

## 출연작
- 이주석 : 광호 역
- 이재원 : 호근 역
- 이영빈 : 민우 역
- 홍금석 : 두섭 역
- 이보나 : 민지 역
- 안효주 : 진옥 역
- 윤혜령 : 효주 역
- 이명배 : 길 사장 역
- 이석구 : 오 형사 역
- 강유일 : 박 사장 역
- 박용팔 : 모텔 주인 역
- 국정환 : 중국집 주인 역
- 박예숙 : 광호 모 역
- 길달호 : 권투관장 역
- 박동룡 : 나이트 사장 역
- 남포동 : 나이트 지배인 역
- 서영석 : 노름 1 역
- 최근재 : 노름 2 역
- 허기호 : 담임 선생 역
- 유일문 : 식당 주인 역
- 송채택 : 경찰 역
- 강희 : 경찰 부인 역
- 한명구 : 인질범 역
- 이현민 : 날치기 역
- 나갑성 : 가게 주인 역
- 오희찬 : 모텔 지배인 역
- 이현주 : 여사장 역
- 안병철 : 길 사장 수하 역
- 이정민 : 길 사장 수하 역
- 김용훈 : 길 사장 수하 역
- 김진명 : 길 사장 수하 역
- 이주홍 : 길 사장 수하 역
- 서한승 : 김군 역
- 이근원 : 삐끼 역
- 해머(특별출연)
- 권오용 (안양 우정체육관)(우정출연)